# Lispocephala comparata
Lispocephala comparata är en tvåvingeart som beskrevs av Hardy 1981. Lispocephala comparata ingår i släktet Lispocephala och familjen husflugor. Inga underarter finns listade i Catalogue of Life.